# Pterocerina paradoxa
Pterocerina paradoxa är en tvåvingeart som beskrevs av Erich Martin Hering 1941. Pterocerina paradoxa ingår i släktet Pterocerina och familjen fläckflugor. Inga underarter finns listade i Catalogue of Life.